# رجی لوئیس
رجی لوئیس (انگلیسی: Reggie Lewis; ۲۱ نوامبر ۱۹۶۵ – ۲۷ ژوئیهٔ ۱۹۹۳) بازیکن بسکتبال اهل ایالات متحده آمریکا بود.
از باشگاه‌هایی که در آن بازی کرده‌است می‌توان به بوستون سلتیکس اشاره کرد.